# Processo di Velikie Luki
Il processo di Velikie Luki fu tenuto in uno dei tribunali pubblici sovietici del dopoguerra, contro i militari stranieri accusati di aver commesso dei crimini di guerra durante la seconda guerra mondiale. 11 militari tedeschi, con a capo il generale Fritz-Georg von Rappard, furono accusati di crimini di guerra commessi nel territorio della regione di Velikie Luki: stupro, deportazione della popolazione in Germania, uccisione di civili e di prigionieri di guerra sovietici, costrizione ai lavori forzati degli abitanti di Velikie Luki. Inoltre, von Rappard fu accusato di operazioni punitive contro i partigiani di Bryansk. Tutti gli imputati furono giudicati colpevoli e condannati: 8 persone furono impiccate pubblicamente e tre furono condannati ai lavori forzati.

## Denominazione del processo
Il "Processo Velikie Luki" è il nome usato nella letteratura storica. Nell'atto d'accusa dell'Ufficio del Procuratore Militare Capo dell'Armata Rossa del 19 gennaio 1946, il processo è elencato come il caso "sulle atrocità degli invasori fascisti tedeschi nella regione di Velikie Luki".

## Contesto storico

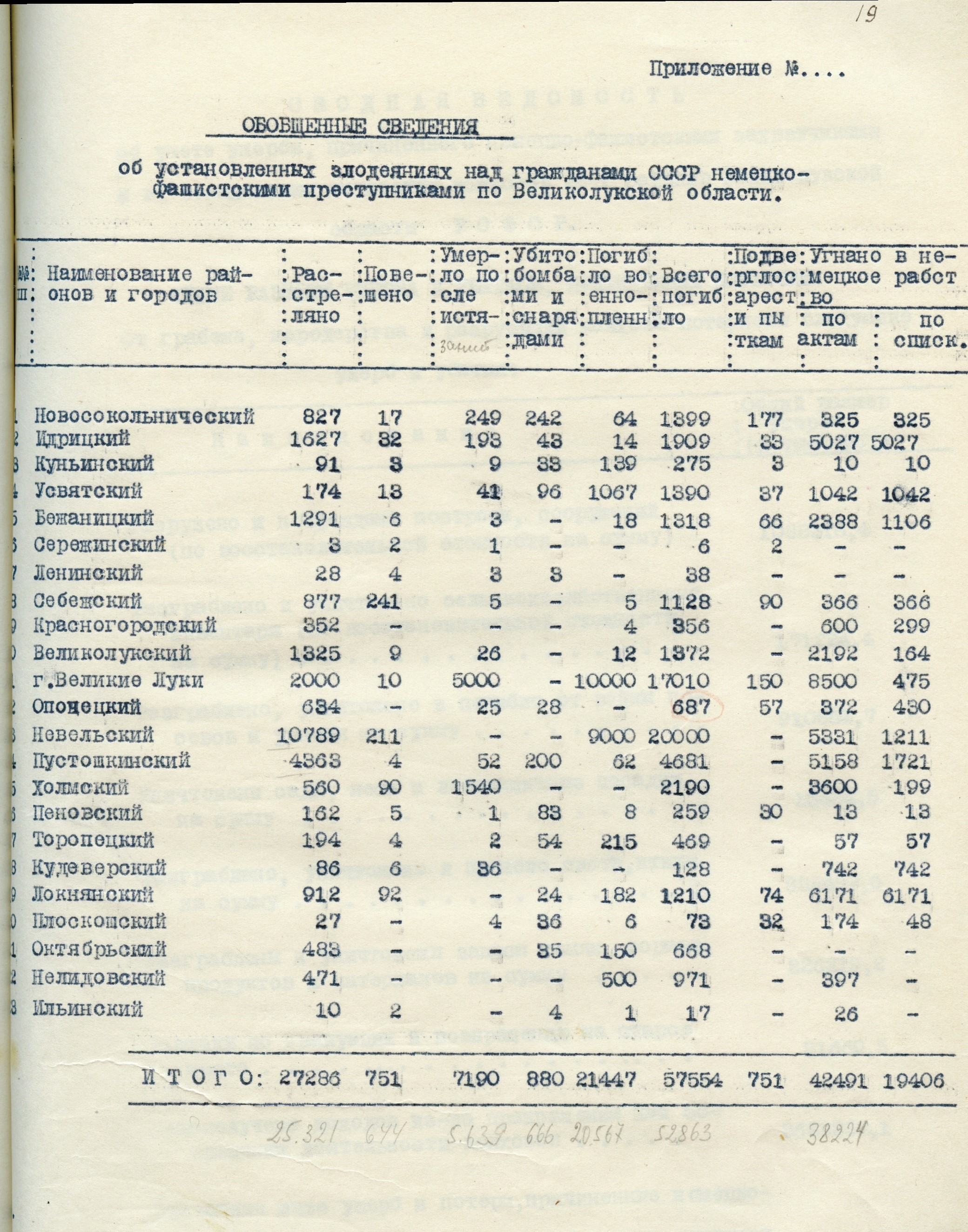
L'atto della commissione regionale per la regione di Velikie Luki nell'ambito della Commissione di Stato Straordinaria sulle vittime dei crimini di guerra. Dati sul numero di cittadini sovietici morti durante l'occupazione nel territorio della regione di Velikie Luki

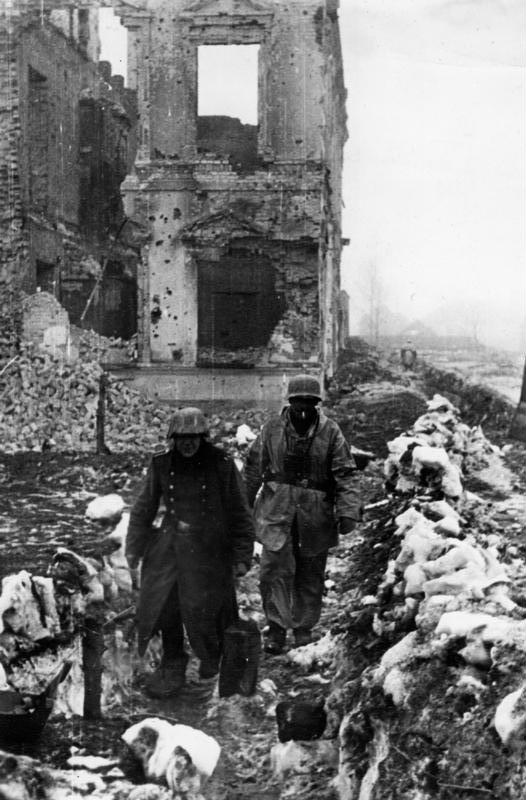
Holm distrutto durante l'occupazione, 21 marzo 1942

Velikie Luki è una città dell'oblast' di Kalinin di circa 50 000 abitanti, fu occupata dai tedeschi il 25 agosto 1941, e liberata il 17 gennaio 1943. Durante la liberazione della città, il capo della guarnigione von Sass fu fatto prigioniero. Durante l'occupazione furono distrutte Velikie Luki, Pustoška, Cholm.

## Indagine
Negli anni dal 1943 al 1946, furono interrogati dei testimoni oculari e dei partecipanti ai crimini di guerra avvenuti nella regione di Velikie Luki. Già il 10 aprile 1943, il capitano della sicurezza del dipartimento operativo del GUPVI NKVD dell'URSS Nagibin interrogò, con un avvertimento sulla responsabilità penale per falsa testimonianza, l'ex comandante di Velikie Luki, il maggiore Sonnewald, a proposito delle attività del capitano Scholl, aiutante del comandante di Velikie Luki. Sonnewald fu anche interrogato da Nagibin il 10 e 21 marzo 1945, in entrambi i casi con un avvertimento sulla responsabilità penale per falsa testimonianza.
Nel 1943 ci furono anche altri interrogatori di testimoni tra gli abitanti del territorio liberato. Gli interrogatori furono condotti, tra l'altro, dallo SMERŠ dell'esercito. In particolare, il 20 giugno 1943, Pëtr Jakovlev, ex prigioniero di un campo di concentramento per residenti di Velikie Luki, fu interrogato dall'investigatore dello SMERŠ della 3ª Armata d'assalto Blaščuk.
Nel gennaio 1946, la Commissione di Stato Straordinaria ordinò degli scavi nella fortezza di Velikie Luki, dove furono trovati più di 500 cadaveri (inclusi bambini e donne). Il 7 gennaio 1946 si tenne un confronto tra gli accusati E. E. Ratz e V. R. Knauf. Il 19 gennaio 1946, il procuratore militare capo dell'Armata Rossa, Nikolaj Afanas'ev, approvò l'atto d'accusa contro 11 militari tedeschi sul caso "delle atrocità degli invasori fascisti tedeschi nella regione di Velikie Luki".

## Composizione della corte
Il caso fu esaminato dal tribunale militare del distretto militare di Leningrado, composto da tre giudici: come presidente il maggiore generale Marčuk, e come membri della corte il tenente colonnello Petrov e il maggiore Rakov. Il segretario era il tenente Koptilov.

### Gli imputati

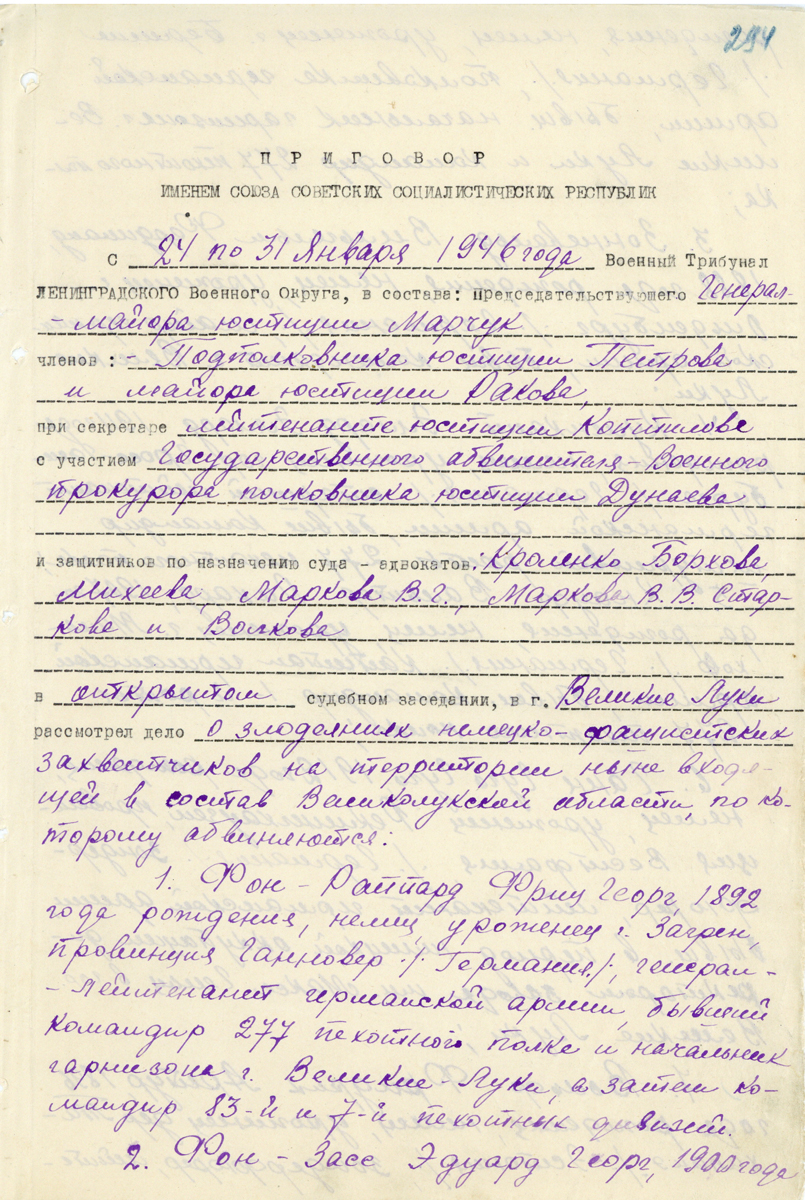
Sentenza del processo Velikie Luki, prima pagina (dati degli imputati e composizione del tribunale)

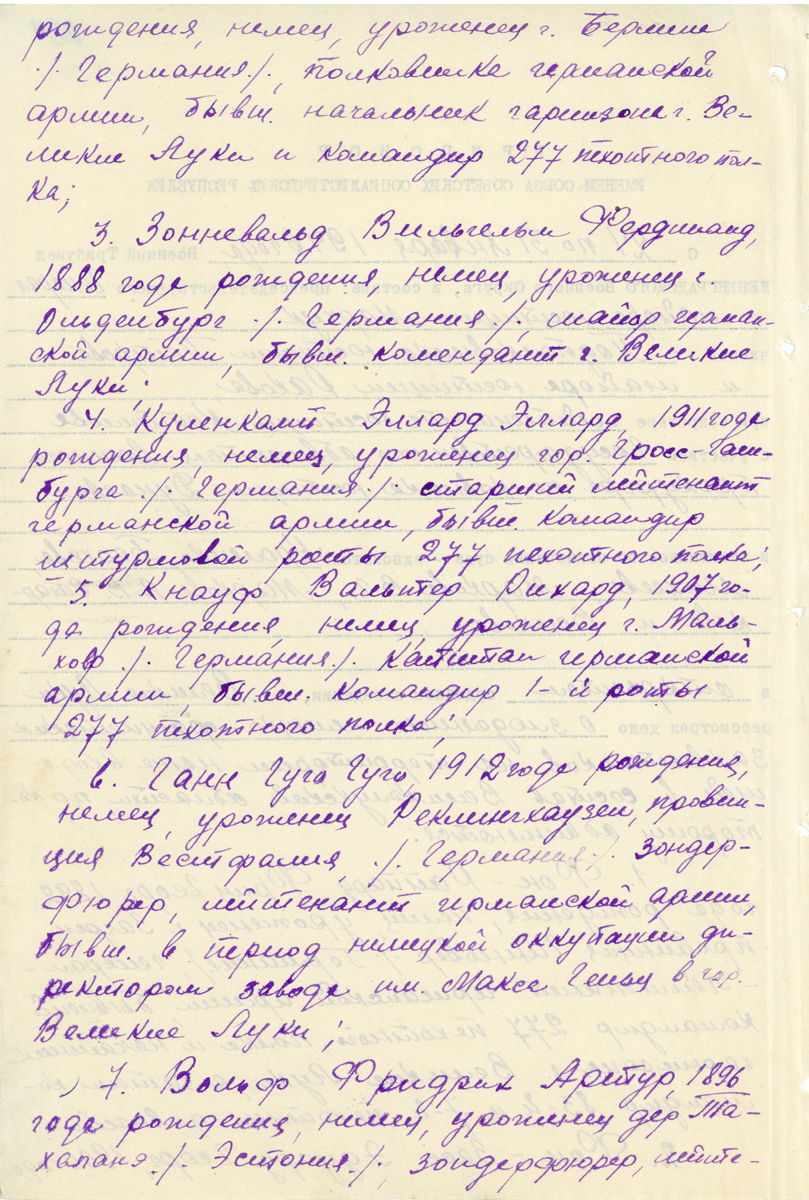
Sentenza del processo Velikie Luki (dati degli imputati)

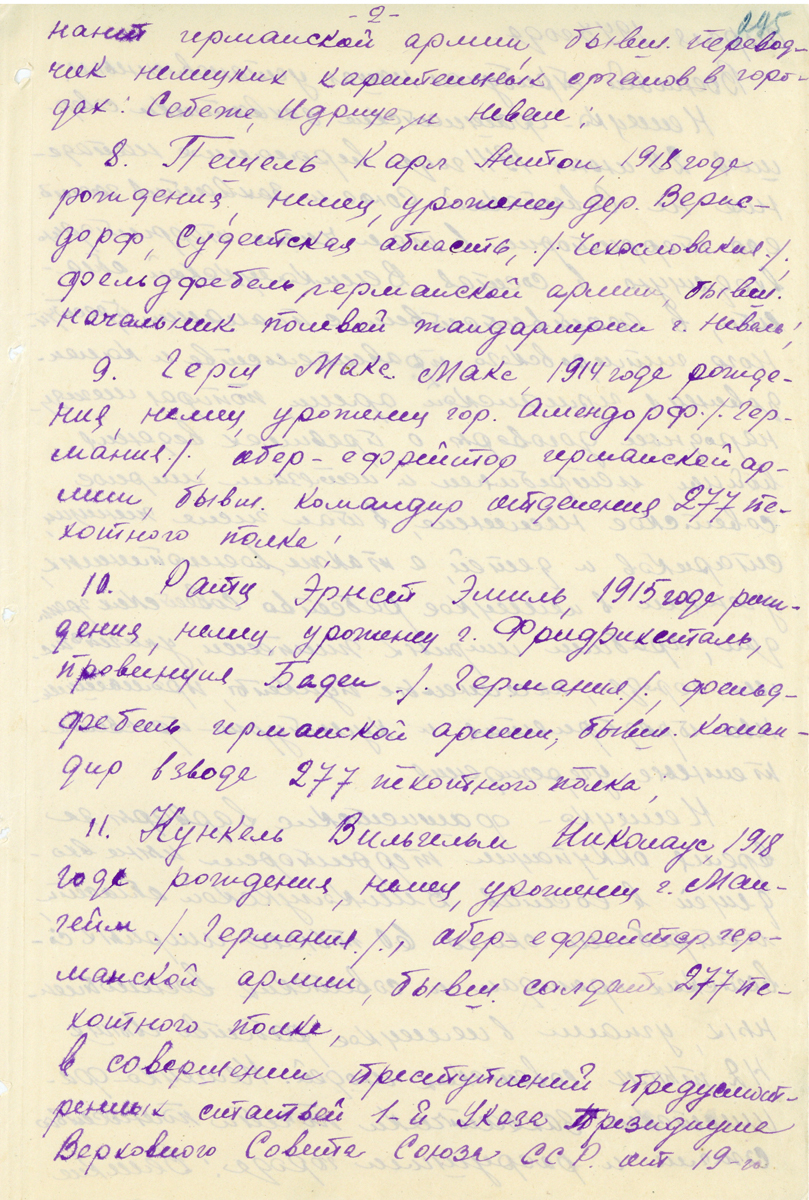
Sentenza del processo Velikie Luki (dati degli imputati e qualifiche legali)

11 militari tedeschi furono chiamati davanti al tribunale:
- Fritz-Georg von Rappard, nato nel 1892, tenente generale, ex comandante del 277º reggimento di fanteria ed ex capo della guarnigione di Velikie Luki;
- Eduard-Georg von Sass, nato nel 1900, colonnello, comandante del 277º reggimento di fanteria, ex capo della guarnigione di Velikie Luki;
- Wilhelm-Ferdinand Sonnewald, nato nel 1888, maggiore, ex comandante di Velikie Luki;
- Walter-Richard Knauf, nato nel 1907, capitano;
- Max Gersch, nato nel 1914, caporale;
- Ernst-Emil Ratz, nato nel 1915, sergente maggiore;
- Elard Kulenkamp, nato nel 1911, tenente anziano;
- Karl-Anton Peschel, classe 1918, sergente maggiore, “ex capo della gendarmeria campale del comune di Nevel'”;
- Friedrich-Arthur Wolf, nato nel 1896, sonderführer, luogotenente, “traduttore di organi punitivi tedeschi nelle città di Sebež, Idrica e Nevel'”;
- Wilhelm-Nikolaus Kunkel, nato nel 1918, caporale;
- Hugo Gann, nato nel 1912, sonderführer, tenente, direttore dell'impianto di riparazione di locomotive a vapore Max Gölz.

Tutti gli imputati erano tedeschi, tranne due: Karl-Anton Peschel, originario di Wernsdorf (Sudeti, Cecoslovacchia), e Friedrich-Arthur Wolf, originario dell'Estonia.

### Procuratore di stato
Il pubblico ministero al processo fu il procuratore militare Dunaev.

### Le accuse
Gli imputati furono accusati di:

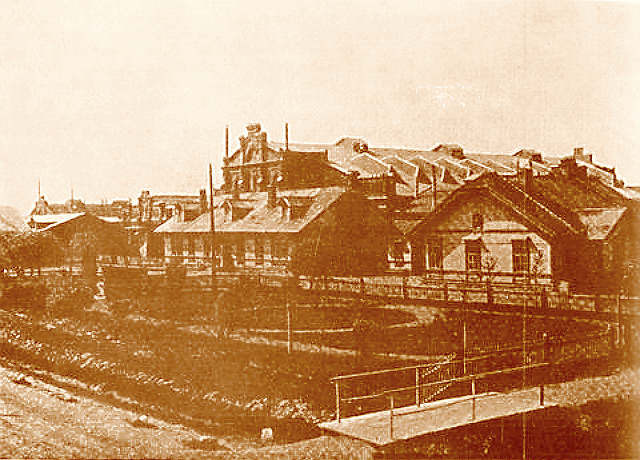
Impianto di riparazione locomotive intitolato a Max Gölz negli anni '30

- Omicidio nei confronti di 50 operai dell'impianto di riparazione di locomotive a vapore Max Gölz. Rappard ordinò la creazione di un campo per gli operai della fabbrica Max Gölz. 300 lavoratori (compresi degli adolescenti) lavorarono nell'impianto 12-13 ore al giorno, in cambio di una razione di 200 grammi di pane ciascuno. Per ordine di Rappard, furono fucilati 36 operai sospettati di preparare una rivolta. Il direttore dell'impianto, Hugo Gunn, e Sonnewald, firmarono l'ordine per cui fu prevista la pena capitale in caso di assenza dall'impianto. Due operai furono impiccati.
- Operazioni punitive contro i partigiani sovietici. Rappard, in qualità di comandante della 7ª divisione di fanteria, partecipò dal maggio al luglio 1943 ad operazioni punitive contro i partigiani di Brjansk: omicidi, deportazioni in Germania, impiego di donne e bambini nella ricerca delle mine. Gli imputati G. Gersch, E. Ratz, E. Kulenkamp, K. Peschel presero parte alle operazioni bruciando villaggi e sparando ai civili;
- Stupro. Rappard fu accusato di stupro. In particolare, V. I. Kravčenko, residente a Velikie Luki, fu torturata per essersi rifiutata di servire Rappard in un bordello;
- V. Knauf fu accusato di aver ordinato di "non fare prigionieri tra i soldati russi" e di aver anche costretto donne e bambini a costruire le difese nella loro zona;
- Lo sterminio di circa 10000 prigionieri di guerra sovietici nei campi del Giardino d'Estate e di Rjabiki;
- La deportazione degli abitanti di Velikie Luki in Germania per ordine di E. von Sass. V. Sonnewald è stato anche accusato di aver rapito circa 8000 persone;
- La distruzione di Velikie Luki compreso l'impianto Max Gölz, per ordine di E. von Sass;
- Per ordine di E. von Sass, l'uccisione degli abitanti di Velikie Luki durante le battaglie per la liberazione della città, giorno e notte, scortati al fronte della difesa per svolgere lavori. Coloro che si rifiutarono furono inviati in un campo di concentramento. Durante la realizzazione di questi lavori, molti morirono sotto i bombardamenti;
- La confisca dei beni ai residenti di Velikie Luki sotto la minaccia dell'esecuzione capitale (in particolare, fu confiscato l'intero raccolto del 1942);
- Percosse di persone sovietiche durante gli interrogatori. V. Sonnewald ha personalmente picchiato l'interrogato.

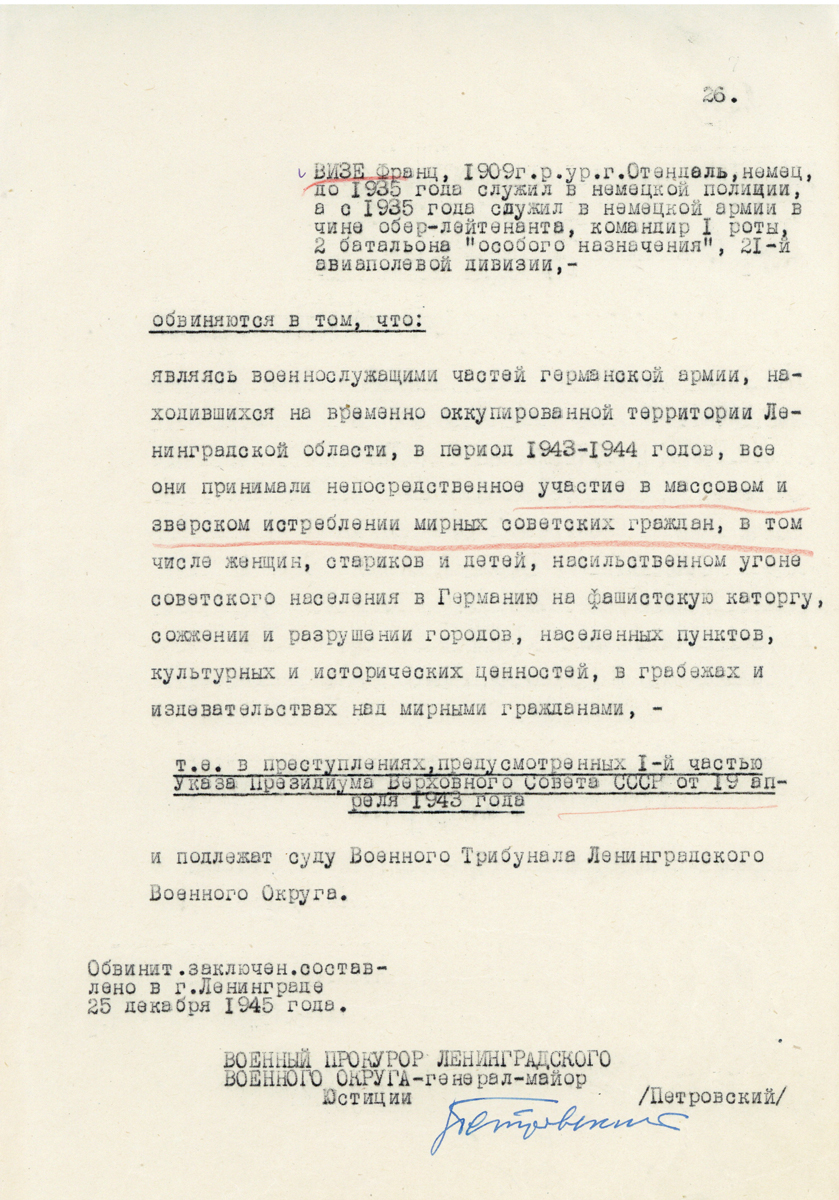
Un atto d'accusa contro gli imputati del processo di Leningrado. La qualificazione delle loro azioni è indicata dal decreto del Presidium del Soviet Supremo dell'URSS del 19 aprile 1943

Tutti gli imputati furono processati con decreto del Presidium del Soviet Supremo dell'URSS del 19 aprile 1943.

### Le prove ed i testimoni
Al processo di Velikie Luki furono interrogati diversi testimoni e furono esaminati numerosi documenti. Per l'accusa le prove furono:
- L'ordine firmato da G. Hann e V. Sonnewald, ordine letto durante il processo, che per l'assenza dall'impianto poteva essere inflitta una punizione fino all'esecuzione.

Sono intervenuti i seguenti testimoni:
- A. I. Smirnov, adolescente di 16 anni. Testimoniò che all'età di 13 anni lui e sua madre lavorarono presso l'impianto Max Gölz;
- V. I. Kravčenko, residente a Velikie Luki. Testimoniò di essere stata torturata per essersi rifiutata di servire il generale von Rappard in un bordello.

### Linea di difesa
Gli imputati si dichiararono parzialmente colpevoli rispetto alle accuse: Hugo Gunn ammise di aver creato un regime di lavoro forzato per i lavoratori della fabbrica; von Rappard non si dichiarò colpevole dello stupro, ma ammise che furono rapite circa 7000 persone.
Agli imputati sono stati forniti 8 avvocati, Krolenko, Borchov, Micheev, Tkačëv, V. G. Markov, V. V. Markov, Starkov e Vojkov, gli imputati Rappard, Zass e Sonnewald utilizzarono delle cartelle contenenti vari documenti.

### Aula di tribunale
Il processo si è svolto all'interno del cinema Pobeda di Velikie Luki. Attraverso degli amplificatori radiofonici, le sedute del tribunale vennero trasmesse in strada.

## Sentenza
Memorandum indirizzato a Molotov sul verdetto del processo di Velikie Luki (29 gennaio 1946)

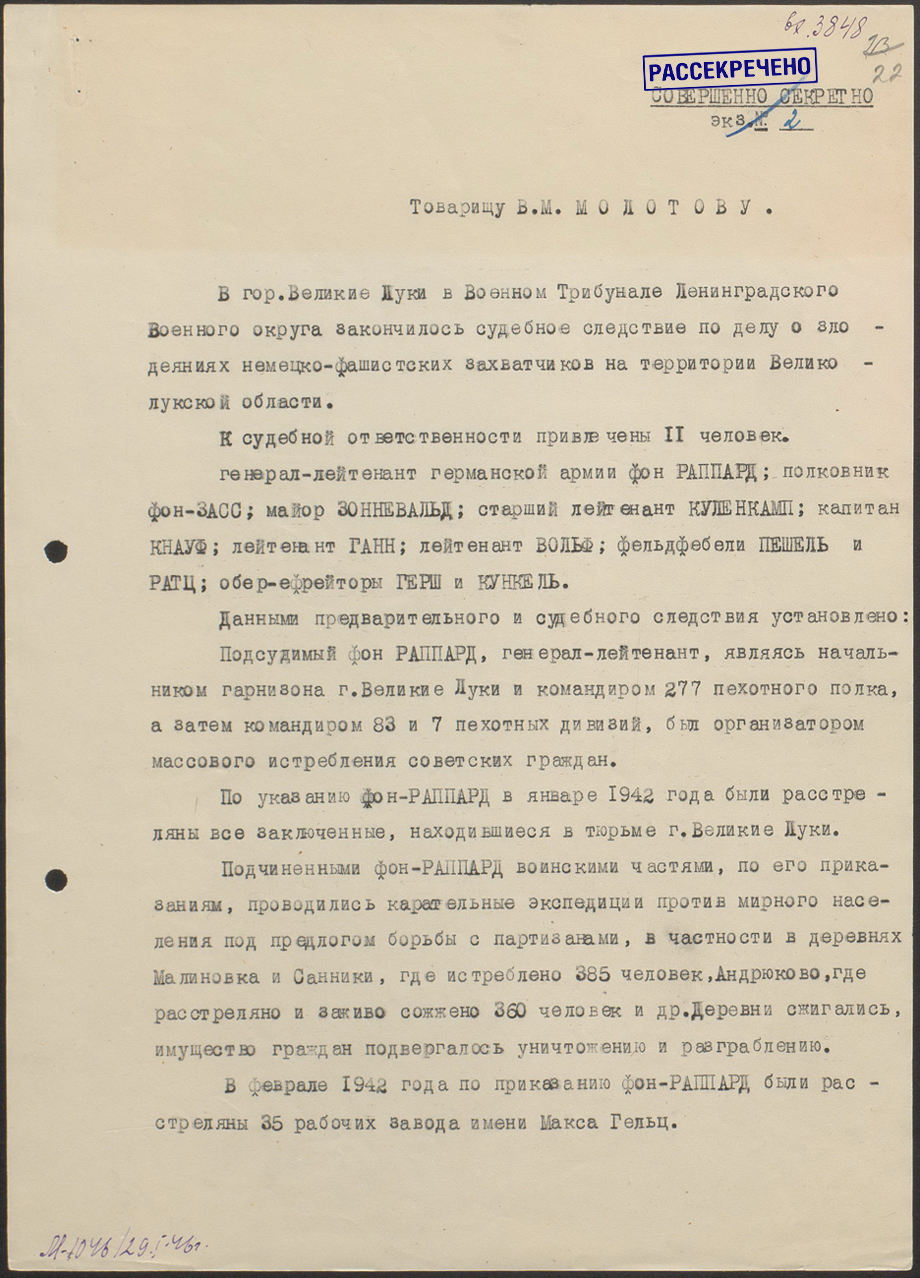
Prima pagina
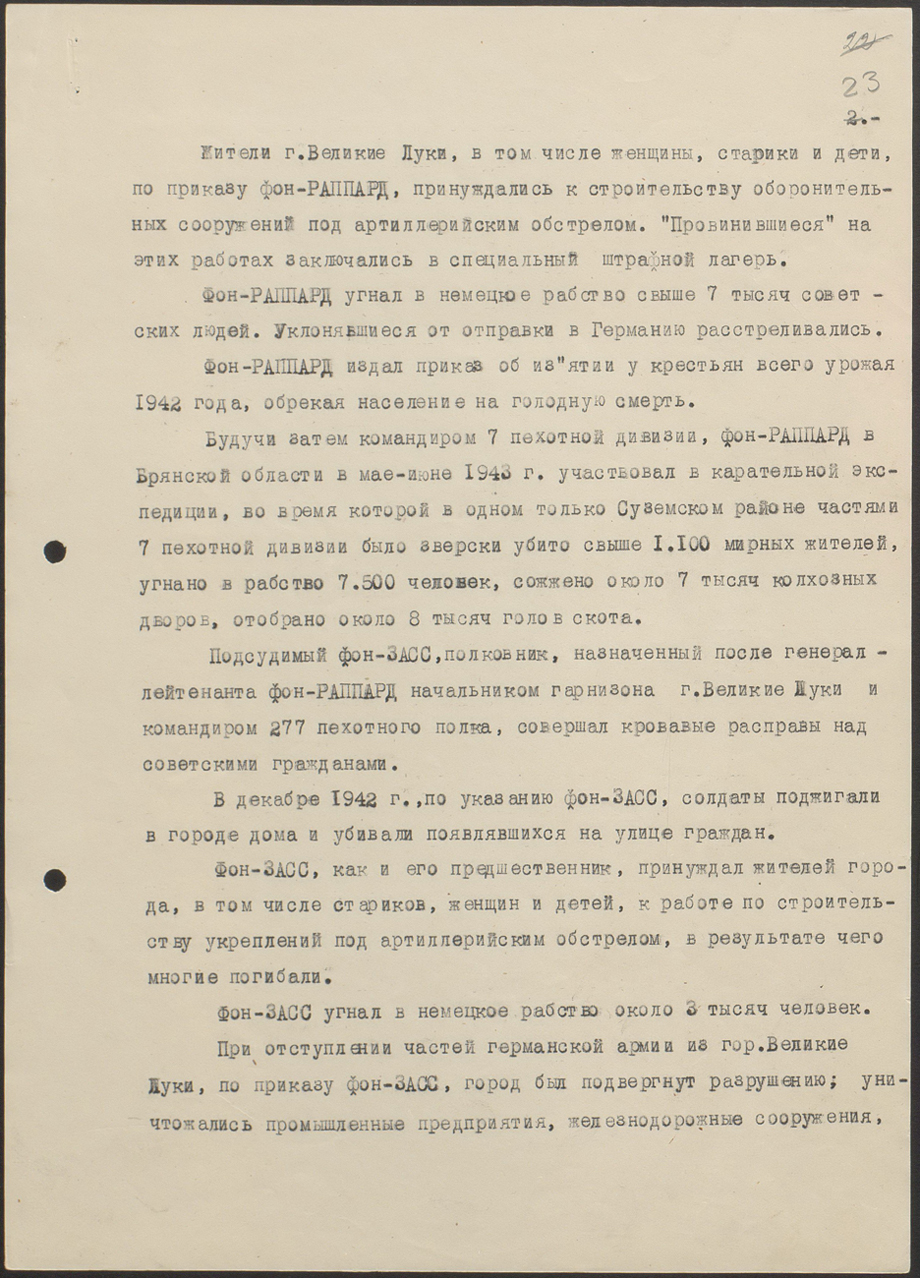
Seconda pagina
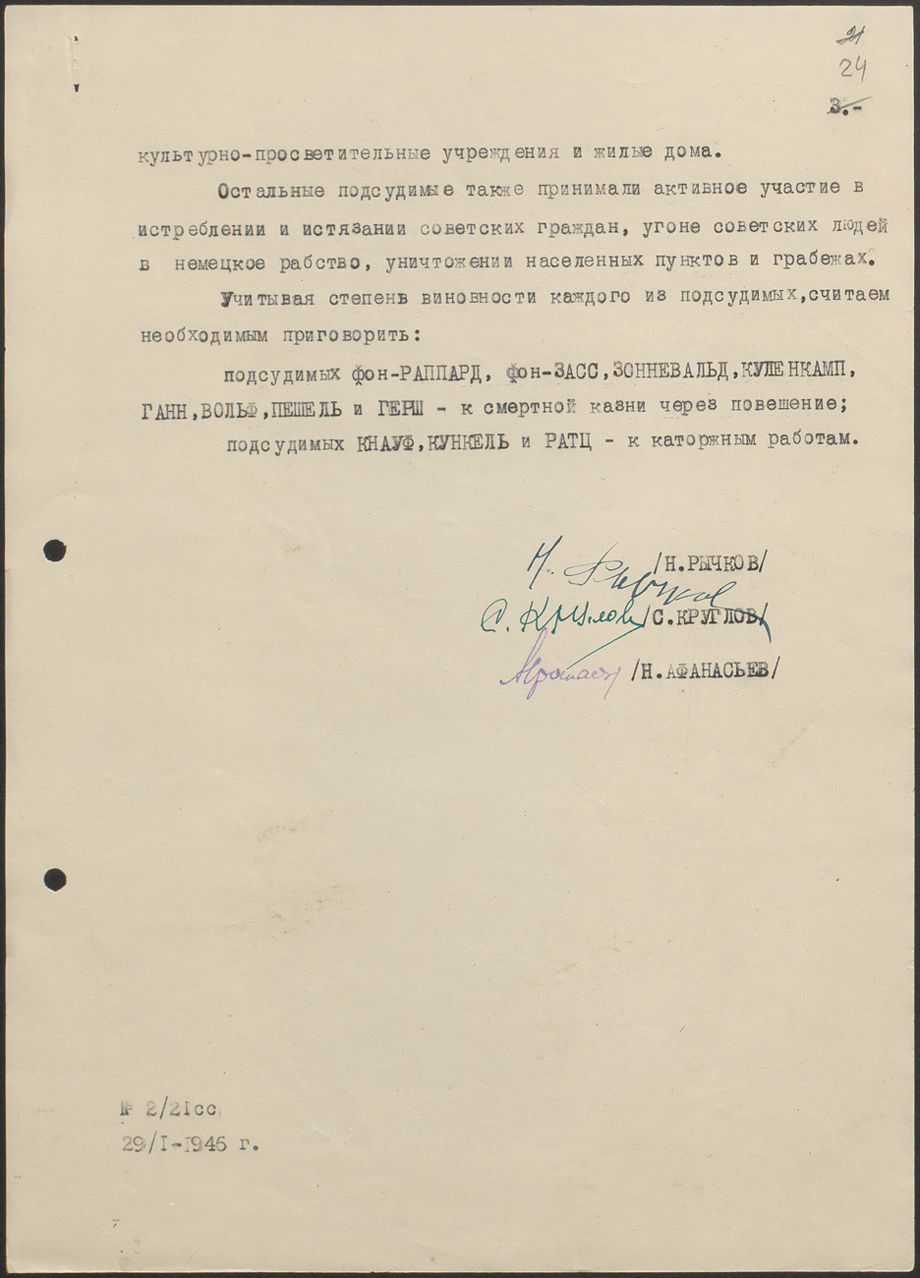
Terza pagina con firme di Kruglov, Ryčkov e Afanas'ev

Il 29 gennaio 1946, nel memorandum sul processo di Velikie Luki indirizzato a V. M. Molotov, il commissario popolare per gli affari interni dell'URSS S. N. Kruglov, il commissario popolare alla giustizia dell'URSS N. M. Ryčkov ed il procuratore militare capo dell'Armata Rossa riferirono sulle imputazioni e sulle misure sanzionatorie proposte per gli imputati:

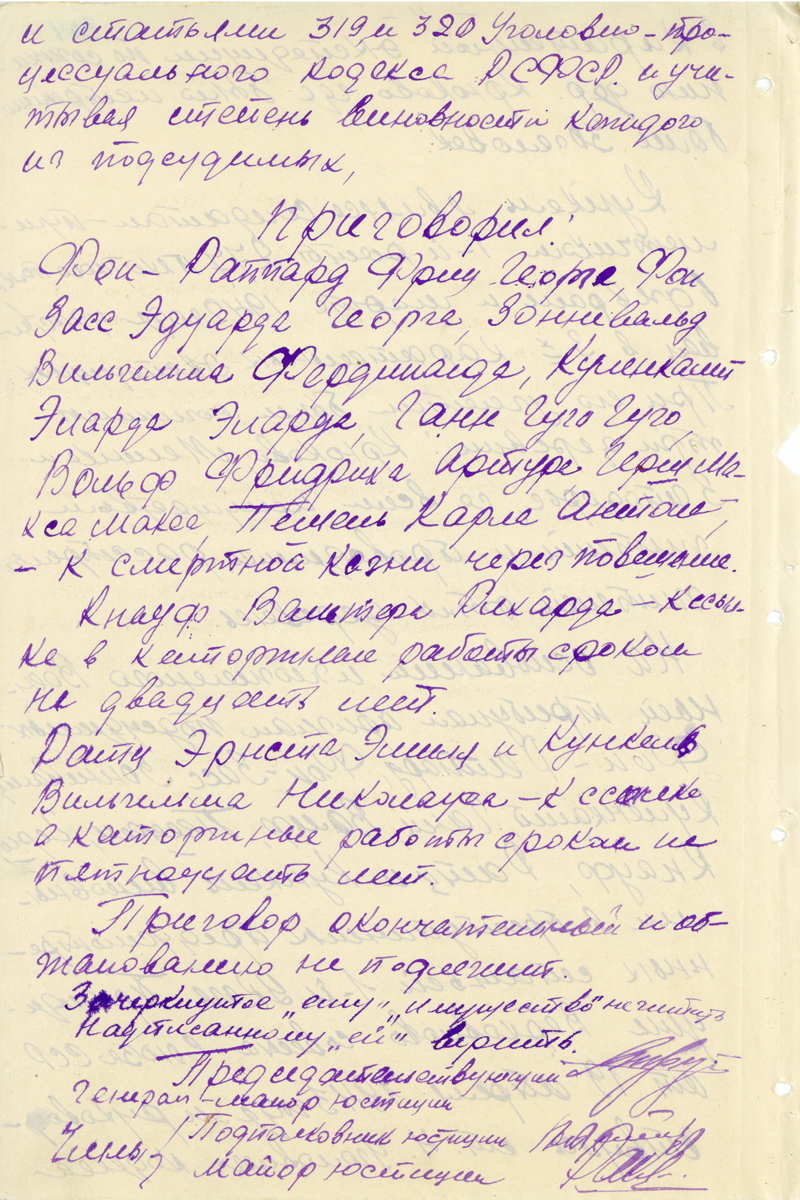
L'ultima pagina della frase che indica le pene

Tutti gli imputati furono giudicati colpevoli: 8 persone condannate a morte, V. Knauf a 20 anni di carcere e 15 anni di carcere per E. Ratz e V. Kunkel.
La pratica della notifica preliminare a Molotov, antecedente alla condanna, della punizione per gli imputati, fu una peculiarità non solo del processo di Velikie Luki. Molotov fu informato della punizione per i militari tedeschi che furono sotto processo a Leningrado all'inizio di gennaio 1946. In entrambi i processi le pene indicate nella nota a Molotov coincisero con quelle inflitte in definitiva dal tribunale militare. In entrambi i casi, a Molotov fu riferito a quale degli imputati dovesse essere assegnata la pena di morte e chi dovesse essere condannato al lavoro forzato senza ulteriori specifiche. A differenza della nota sul processo di Leningrado, nella nota sul processo Velikie Luki non ci fu la frase: "Chiediamo le vostre istruzioni".
Il verdetto non è stato oggetto di appello.

### Esecuzione della sentenza
Il 1º febbraio 1946, la sentenza fu eseguita: i condannati a morte furono impiccati pubblicamente a mezzogiorno nella piazza del mercato a Velikie Luki. Gli abitanti di Velikie Luki furono presenti all'esecuzione. Per coloro che desiderarono assistere all'esecuzione, furono predisposti dei treni gratuiti da Zapadnaja Dvina, Nevel', Toropec e Novosokol'niki.

## Copertura mediatica del processo
Il processo fu seguito dal quotidiano Velikolukskaja Pravda, che pubblicò il materiale sulle udienze in tribunale, sull'esecuzione pubblica degli 8 condannati, nonché le fotografie dei monumenti distrutti. L'atto d'accusa del processo fu pubblicato integralmente in Velikolukskaja Pravda il 25 gennaio 1946 insieme ad un articolo non firmato in prima pagina "L'ora della resa dei conti è giunta", in cui si riportava:
Velikolukskaja Pravda dedicò intere pagine al processo riportando ogni sessione del tribunale, inclusi gli estratti delle testimonianze dei testimoni. Pubblicò inoltre i dati sulla distruzione del periodo di occupazione:
Il processo di Velikie Luki coincise nel tempo con le elezioni del Soviet Supremo dell'URSS. Pertanto i materiali sul processo furono pubblicati insieme alle informazioni sulle elezioni. Nell'articolo "Mother's Story", sono state riferite le notizie sul processo e sulle elezioni:
Il processo di Velikie Luki è stato trattato dalla stampa sovietica centrale, i giornali Pravda (cinque pubblicazioni) e Izvestija dei Soviet dei deputati dei lavoratori dell'URSS (quattro pubblicazioni).
Rapporti del quotidiano "Pravda" sul processo Velikie Luki (1946)

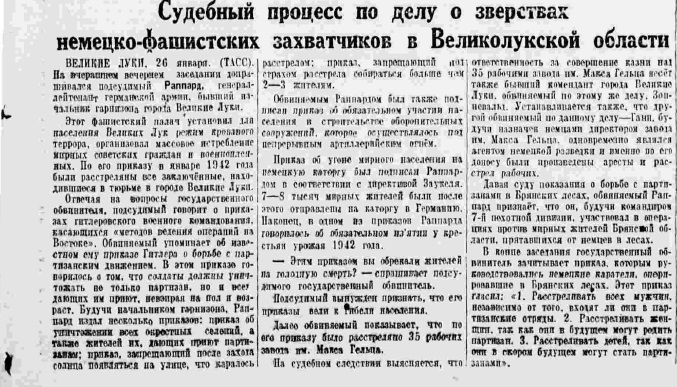
Incontro del 25 gennaio 1946
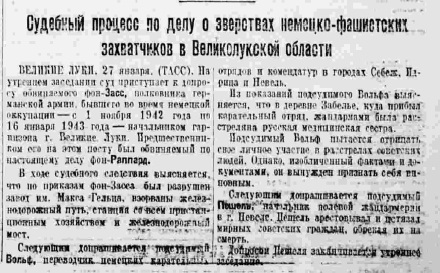
Incontro del 27 gennaio 1946
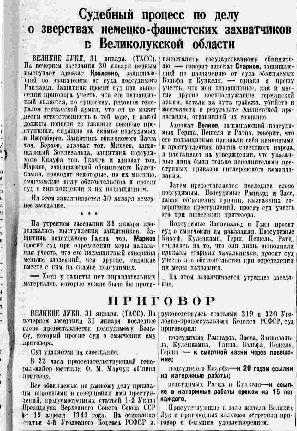
Incontri 30 - 31 gennaio 1946
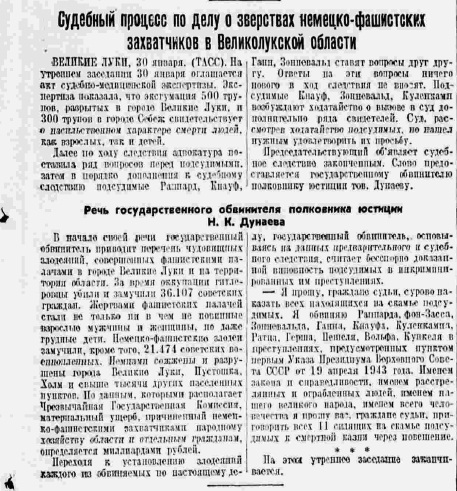
Sessione mattutina 31 gennaio 1946
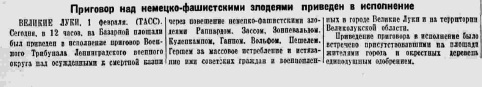
Annuncio dell'impiccagione dei condannati al processo Velikie Luki

Rapporti di "Izvestija" dei Soviet dei deputati dei lavoratori dell'URSS sul processo Velikie Luki (1946)

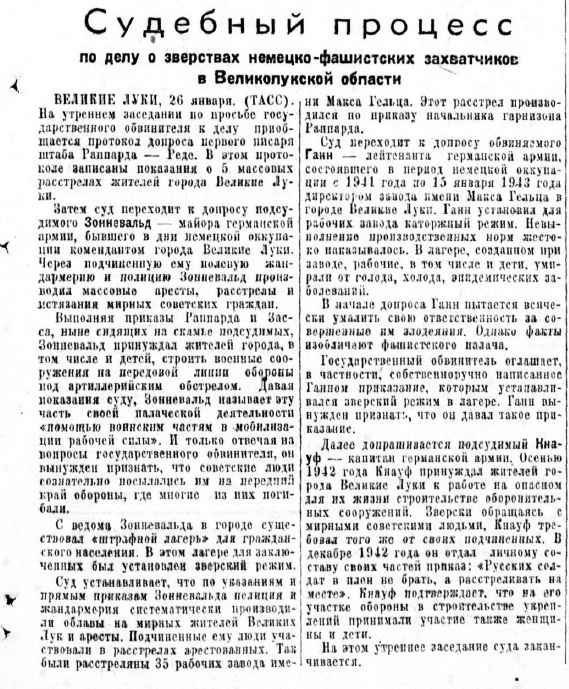
Primo incontro
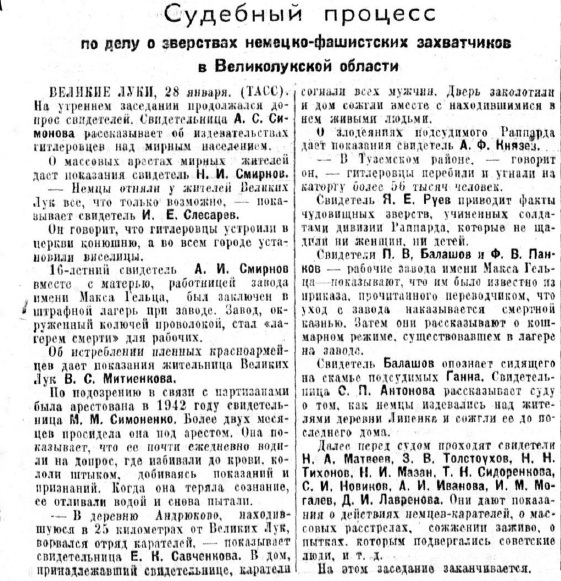
Incontro del 28 gennaio 1946
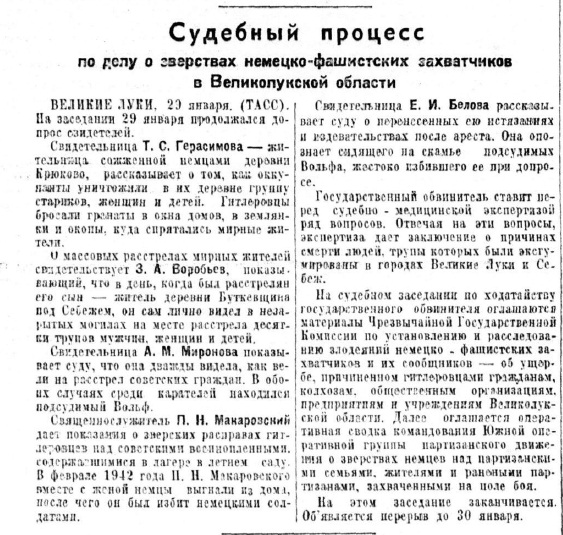
Incontro del 29 gennaio 1946
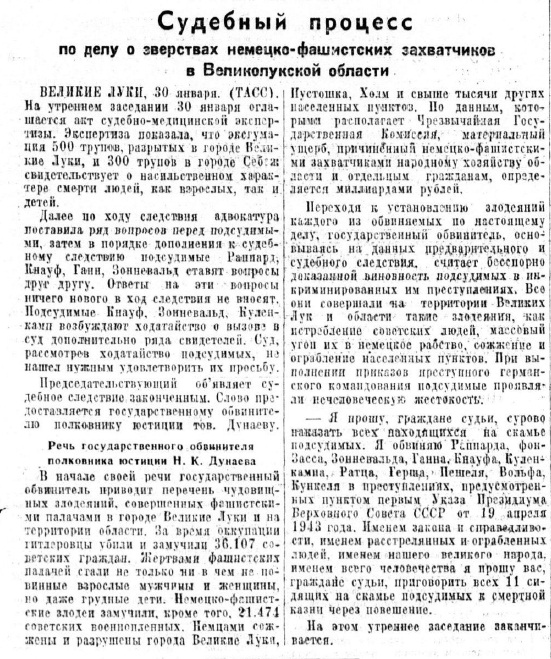
Incontro del 30 gennaio 1946

## Materiali del processo
Dal 2020 i materiali del caso sono conservati nell'archivio centrale dell'FSB e parzialmente (il verdetto, l'atto d'accusa, i protocolli di interrogatorio degli imputati e dei testimoni) pubblicati sul sito web del progetto archivistico federale "Crimini dei nazisti e i loro complici contro la popolazione civile dell'URSS durante la Grande Guerra Patriottica. 1941-1945".